# Геймаркет
Геймаркет (Haymarket, вимовляється ['heɪ, mɑ ː kɪt]; букв. «Сінний ринок») — лондонська вулиця в Сент-Джеймсі в Вестмінстері. Йде з півночі південь, від площі Пікаділлі до вулиці Пел-Мелл. За старих часів Геймаркет вважався кварталом червоних ліхтарів. З початку XVIII століття тут діяло кілька театрів, з яких збереглися Театр Геймаркет і Театр Її Величності. Крім того, тут багато ресторанів, комплекс кінотеатрів, а також урядова будівля Нової Зеландії.
Геймаркет йде паралельно Ріджент-стріт і разом з двома шосе утворює одностороннє напрямок. Таким чином, по Ріджент-стріт рух йде в північному напрямку, а по Геймаркет — у південному. Ці дві дороги складають частину шосе А4, головне шосе Англії.

## Історія

##### Походження
Вулиця, що поєднує площу Пікаділлі і Пел-Мелл бере початок з Єлизаветинської епохи, а її назва походить від сільськогосподарського ринку, який перебував тут у ті часи. У 1830 році ринок був перенесений на Камберленд-маркет поруч з Ріджентс-парком.
У минулі століття, Геймаркет також був одним із найзнаменитіших центрів проституції в Лондоні.

##### Театри
Геймаркет є частиною Вест Енду, який вважається театральним районом Лондона принаймні з 17 століття. Театр Королеви на Геймаркет, спроєктований сером Джоном Ванбру, відкрився в 1705 році. Театр замислювався як драматичний, але акустика більше підходила для опери, тому з 1710 по 1745 роки більшість опер і деякі ораторії Георга Фрідріха Генделя вперше були виконані на сцені цього театру. Після смерті королеви Анни в 1714 році театр був перейменований в театр Короля. Згодом будівлю побудовану Джоном Ванбру було знищено пожежею у 1790 році, іншу будівлю було побудовано на тому ж місці. Після чергової пожежі тут же в 1897 році був побудований театр Її Величності. Будівля цього театру була четвертою за рахунком.

### У наш час
29 червня 2007 поліція Лондона знешкодила замінований автомобіль, який був припаркований на Геймаркет.
|  |  |  |  |